# 小行星11101
小行星11101（11101 Českáfilharmonie）是一颗绕太阳运转的小行星，为主小行星带小行星。该小行星于1995年9月17日发现。

## 轨道参数
小行星11101的轨道半长轴为2.6222819 UA，离心率为0.092。